# Gare d'Elverum
La gare d'Elverum est une station de la ligne de Røros  et un terminus de la ligne de Solør. Elle est située dans le quartier de Vestad, c'est-à-dire sur la rive ouest de la rivière Glomma, à un kilomètre du centre d'Elverum. 
Une première gare fut construite en 1862 à environ 300 mètres au sud lors de l'achèvement du tronçon de Hamar à Grundset de la ligne de Røros.
Le bâtiment de la gare actuelle a été conçu par l'architecte Paul Armin Due  et a été construite en raison de l'ouverture de la ligne de Solør en 1913. La gare se situe à 158,38 km d'Oslo S.